# Копыленко, Александр Иванович
Александр Иванович Копыленко (укр. Олекса́ндр Іва́нович Копиле́нко; 1 августа 1900, Константиноград Константиноградского уезда Полтавской губернии (ныне Красноград Харьковская область, Украина) — 1 декабря 1958, Киев) — украинский советский писатель, литературный критик.

## Биография
Родился в семье железнодорожника. До революции обучался в Учительской семинарии. Участник гражданской войны на Украине. В 1920—1925 годах — учился на биологическом факультете Харьковского института народного образования.
Совершил два путешествия — в Среднюю Азию и по Европе (Чехословакия, Польша, ГДР). Ездил на открытие Турксиба, осматривал строительство Беломорско-Балтийского канала, объездил всю Украину, бывал в Грузии.
Во время Великой Отечественной войны работал на радиостанции «Радянська Україна» («Советская Украина»), которая вела передачи для партизан и населения временно оккупированных районов Украины.
Исполнял обязанности редактора журнала «Всесвіт», входил в состав редколлегии журнала «Соціалістична борозна», сотрудничал в обществе кинорежиссёров, литераторов и сценаристов. Занимался переводами, выступал как публицист.
С 1934 года жил в Киеве в доме писателей «Ролит».
Умер в Киеве и похоронен на Байковом кладбище.

## Творчество
Дебютировал стихами в 1922 году, но быстро перешёл к прозе. Литературную деятельность начал в рядах союза крестьянских писателей Украины «Плуг», был членом литературной организации «Гарт», «Пролитфронт» и до самоликвидации состоял в «ВАПЛИТЕ».
В первые годы своего творчества писал в русле М. Хвылевого, оказавшего большое влияние на первую плеяду молодых украинских советских прозаиков. Среди них А. Копыленко занял одно из видных мест.
В течение 1920-х годов публикуются первые книги Копыленко «Кара-Круча», «Буйный хмель», «Именем украинского народа».
Тематика его первого сборника рассказов «Буйный хмель» (разошедшегося в трёх изданиях) в значительной своей части посвящена эпизодам гражданской войны, повстанческой борьбе с петлюровщиной и белогвардейщиной. Новые рассказы (из цикла «Весёлая история») отличаются чёткой фабулой. Этот сдвиг к реализму окончательно обозначился в его сборнике рассказов «Твёрдый материал», в котором сюжет монтируется по чисто реалистическим принципам. Значительная часть произведений этого сборника отображает жизнь люмпен-пролетариата.
Автор произведений, знаменующих поворот писателя к реализму: романа «Рождается город» (1932, русский перевод 1935) о социалистическом строительстве, популярных романов для юношества «Очень хорошо» (1936), «Десятиклассники» (1938), одноактных пьес, ряда книг для детей и юношества. В 1934 году издал сборник рассказов для детей «В лесу», в котором описаны интересные наблюдения за природой, жизнью птиц и зверей. С тех пор до конца жизни он дорабатывал эту книгу. В дальнейшем напечатанная под названием «Как они поживают» книга получила широкую популярность у читателей, неоднократно переиздавалась.

## Произведения
- «Стихи», сборник стихов, 1922
- «Кара-Круча», повесть, 1923
- «Буйный хмель», сборник рассказов, 1924
- «Именем украинского народа», повесть, 1925
- «Весёлая история», сборник рассказов, 1926
- «Твёрдый материал», сборник рассказов, 1927
- «Сенины приключения», повесть, 1928
- «Рождается город», роман, 1932
- «В лесу», сборник рассказов, 1934
- «Очень хорошо», роман, 1936
- «Десятиклассники», роман, 1938
- «Лейтенанты», повесть, 1947
- Подарунок.- Киев: Молодь, 1956.- с. 135
- «Земля большая», повесть, 1957
- «Как они поживают», сборник рассказов, 1961

Произведения писателя переведены на многие иностранные языки в Канаде, США, странах Латинской Америки.

## Память

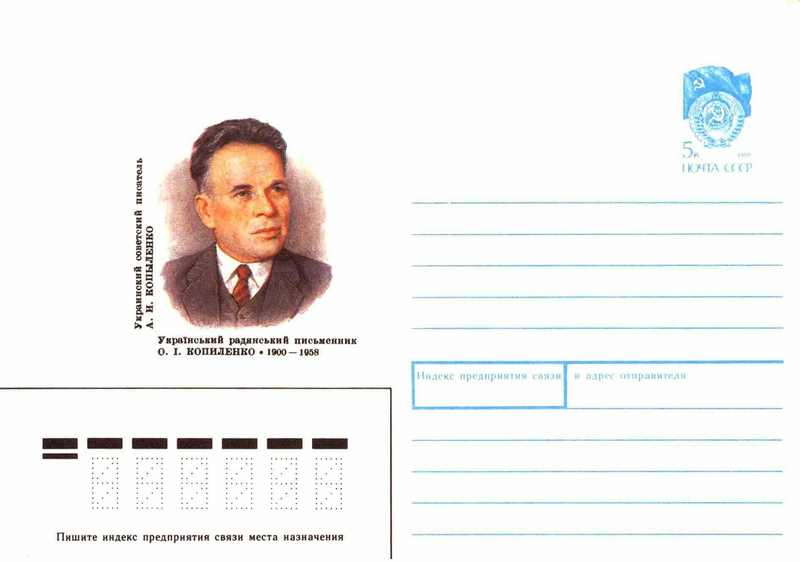
Почтовый конверт СССР, посвящённый 90-летию со дня рождения писателя А. Копыленко.

- Именем А. Копыленко названа улица в Печерском районе Киева, а также библиотека.
- На доме в Киеве, где жил писатель, установлена памятная доска.
- Именем А. Копыленко названа улица в Краснограде.
- Школа в Краснограде, в которой учился писатель, носит его имя.
- В 1972 году о писателе снят фильм «Олександр Копиленко» (укр.) (редактор М. Костогрыз).
- «Олександр Копиленко» (укр.) — круизный двухъярусный пассажирский теплоход (проект 780) Днепровского речного пароходства в 1960–90-х годах.
- В 1990 году Почта СССР выпустила почтовый конверт, посвящённый 90-летию со дня рождения писателя А. Копыленко.
- Учреждена премия имени Александра Копыленко, которую вручают писателям и художникам за лучшие произведения, посвящённые детям.
- Имя А. И. Копыленко занесено в Энциклопедию мировой литературы.